# Chevrolet Nova
Chevrolet Nova — компактный автомобиль, выпускавшийся в США подразделением корпорации GM Chevrolet с 1962 по 1979 год. До 1969 года базовая модель называлась Chevrolet Chevy II, а Chevy II Nova было обозначением одной из топовых комплектаций. В Канаде эта модель продавалась под брендом Pontiac — изначально как Pontiac Acadian, а в семидесятых годах — как Pontiac Ventura II.
В модельном ряду автомобилей Chevrolet этот автомобиль занимал позицию компактной модели начального уровня, хотя отдельные модификации позиционировались как «люксовые» или «muscle-cars». На протяжении своего выпуска модель неоднократно была модернизирована, несколько раз менялся кузов, но все выпущенные под этим названием автомобили объединяла технологическая преемственность.
Также с 1985 по 1988 год под этим названием в США продавалась Toyota Corolla местной сборки.

## Первое поколение

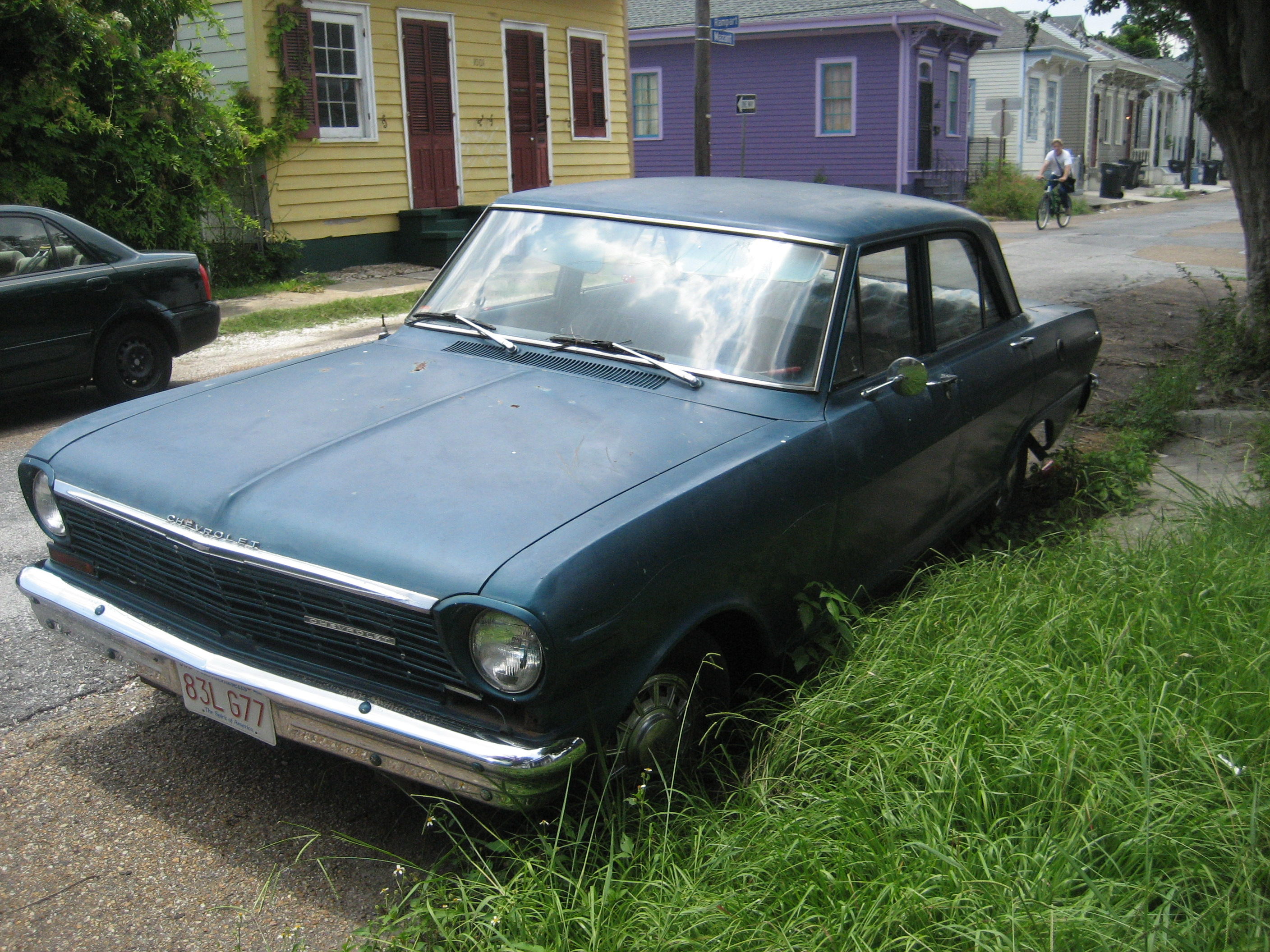
Chevy II 100

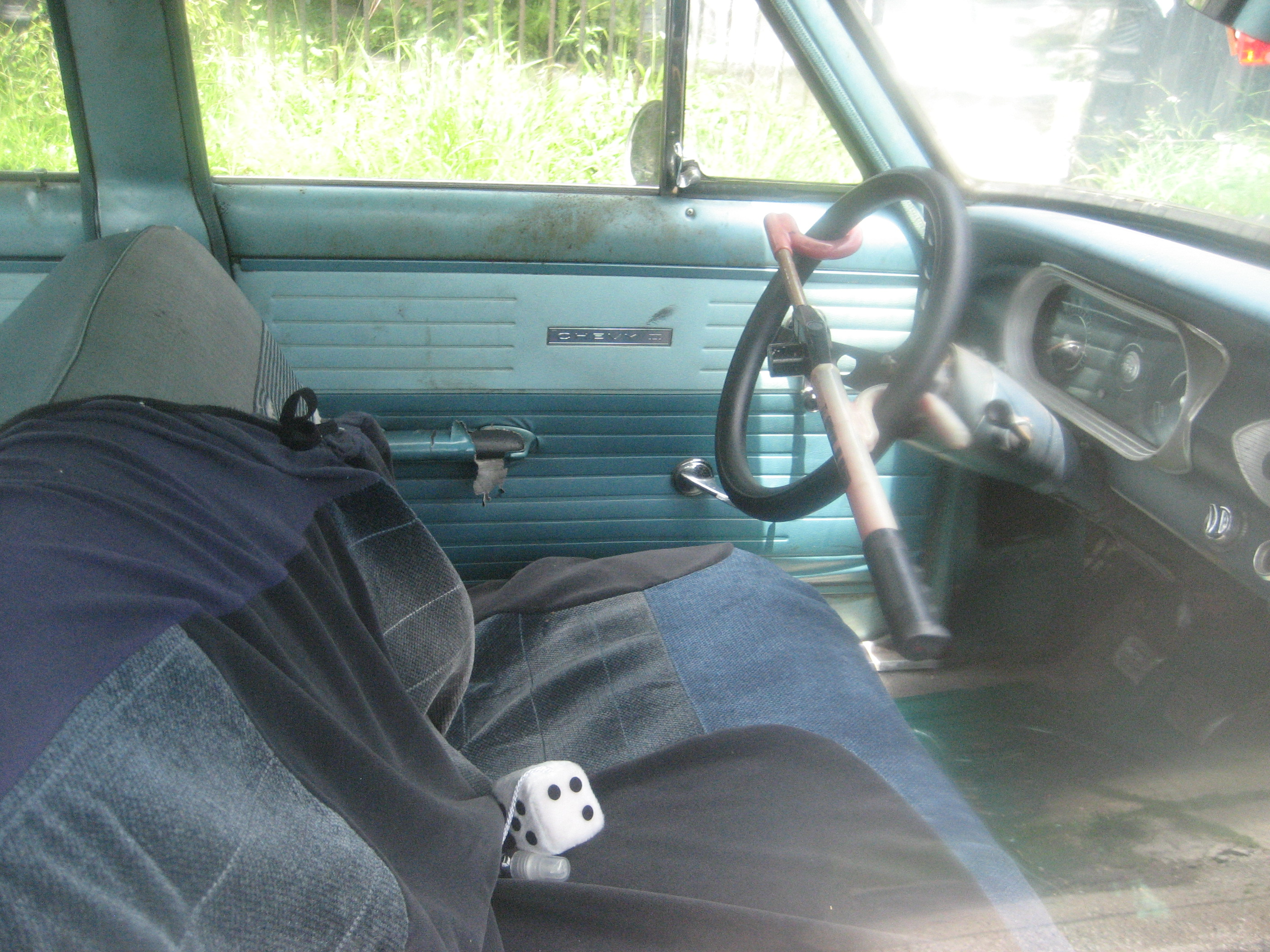
Салон.

Первое поколение выпускалось относительно долго — с 1962 по 1967 годы, с фэйслифтингом в 1966 году. Стандартными были рядный четырёхцилиндровый двигатель Super-Thrift рабочим объёмом 153 c.i./2,5 литра, 90 л. с., или шестицилиндровый Hi-Thrift объёмом 194 c.i./3,2 литра — 120 л. с.
Модель выпускалась в комплектациях: Chevy II 100, Chevy II 300 и Chevy II Nova 400. Были доступны кузова: двухдверное купе (хардтоп), двухдверный седан, четырёхдверный седан, двухдверный универсал с двумя рядами сидений, четырёхдверный универсал с тремя рядами сидений, конвертибл (кабриолет).
Установка двигателей V8 штатно не предусматривалась, но размеры подкапотного пространства её позволяли, поэтому дилеры сами устанавливали различные восьмёрки. Коробка передач предлагалась в стандарте трёхскоростная механическая, с переключателем на рулевой колонке и полностью синхронизированными передачами переднего хода, за отдельные деньги была доступна двухступенчатая АКПП GM PowerGlide.
В 1963 году появилась версия SS — Super Sport, но она имела форсированный шестицилиндровый двигатель. Только на модели 1964 года стал доступен V8 заводской установки объёмом 4,64 литра и мощностью 195 л. с.
В 1965 году стал доступен ещё более крупный 327-кубовый (5,4 литра) V8 L79 с мощностью до 300 л. с.

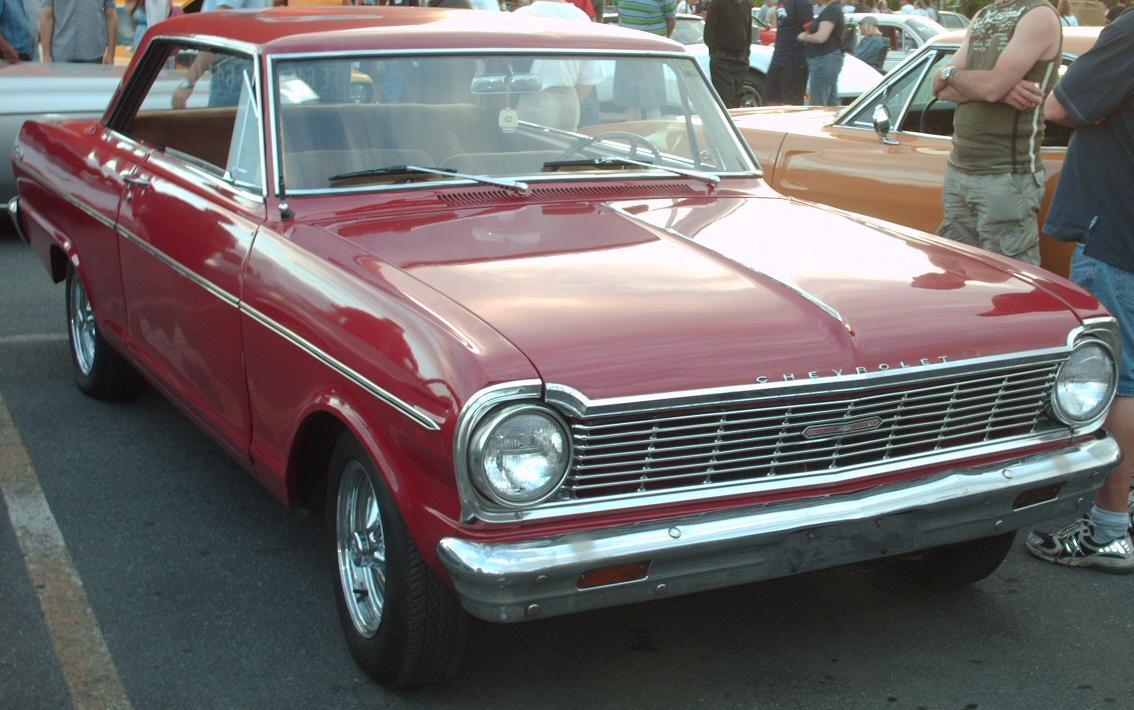
Nova SS 1965 года.

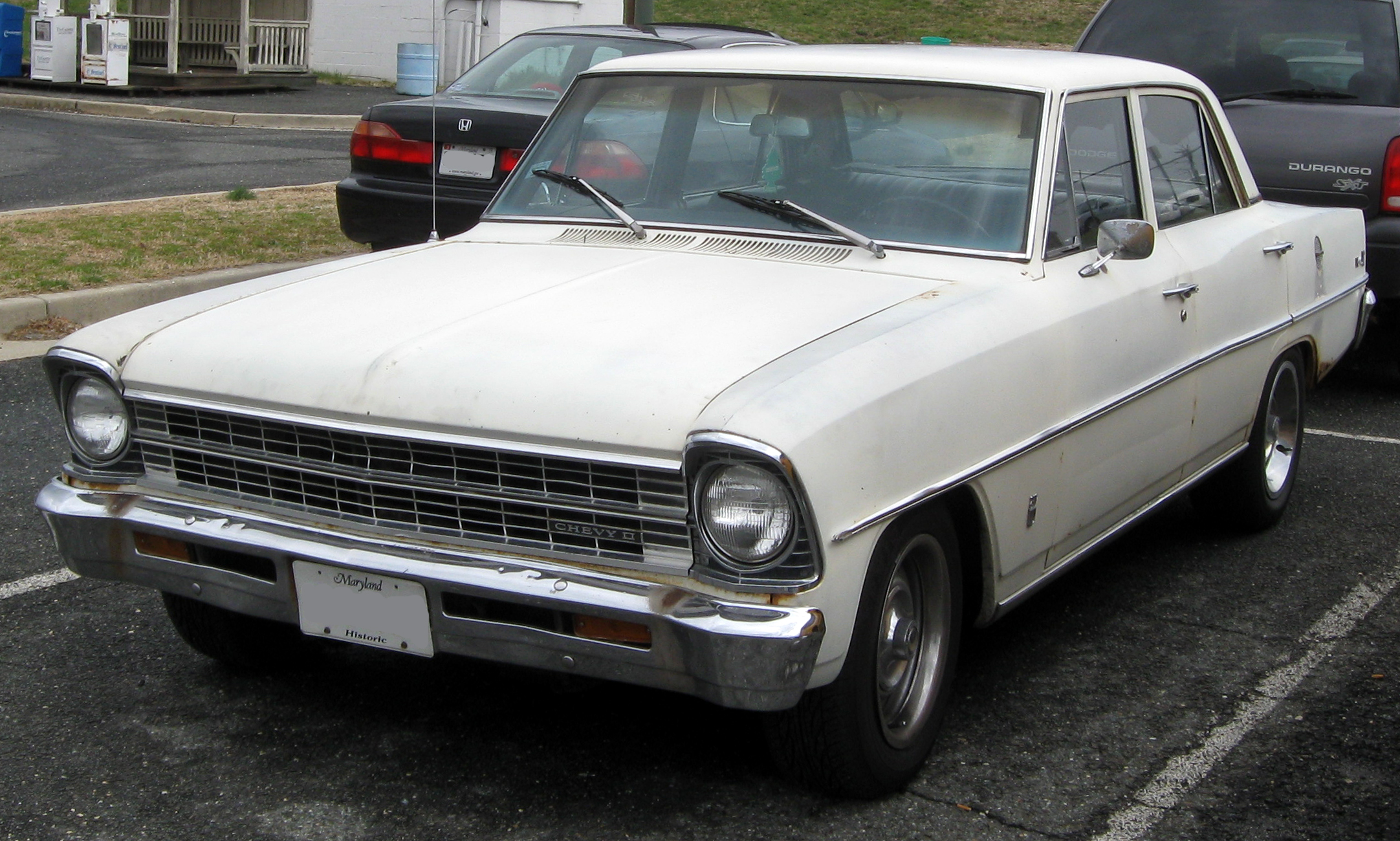
1966 Chevy II

В 1966 году старый кузов получил новые передок и корму. В 1967 году вновь введённые федеральные законы заставили Chevrolet основательно поработать над безопасностью, как результат, стандартными стали двухконтурная система тормозов, безопасная энергопоглощающая рулевая колонка, мягкие травмобезопасные элементы салона, и как опция стали доступны дисковые передние тормоза. В список шестицилиндровых двигателей был добавлен 250-кубовый (4 литра).

## Второе поколение

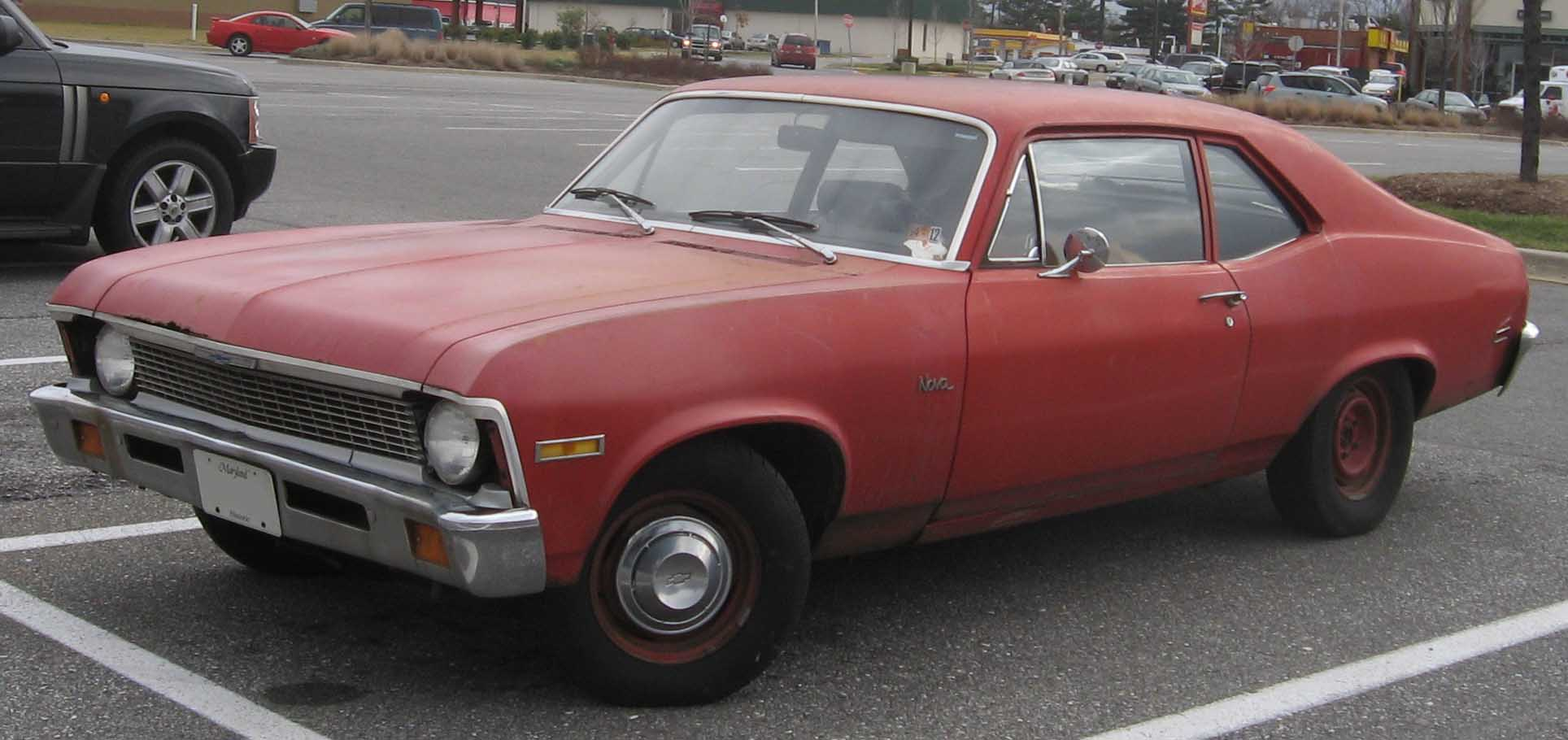
Nova конца 60-х — начала 70-х годов.

Второе поколение увидело свет в 1968 году. Оно сохранило многие технические решения предшественника, но получило новый кузов, разработанный на платформе, по сути общей с Chevrolet Camaro первого поколения. Вместо приварных передних лонжеронов, как у предыдущего поколения, появился отъёмный подрамник, крепящийся к кузову на болтах через резиновые прокладки. Автомобиль имел ярко выраженный спортивный облик, напоминающий тот же Camaro, но тесный и неудобный салон из-за гипертрофированных размеров моторного отсека, рассчитанного на установку больших V8.
В 1969 году название Chevy II было упразднено, теперь машина называлась просто Chevrolet Nova. В этом же году появились подголовники на передних сидениях, а замок зажигания был перенесён с панели приборов на рулевую колонку чтобы исключить травмирование колена ключом. Стали доступны мощные 350-кубовый (5,7 л) и 396-кубовый (6,4 л) восьмицилиндровые двигатели.
Также начиная с 1969 года, следуя падению спроса на маленькие мощные автомобили, прекращается установка на Nova двигателей объёмом больше 5,7 литров. Прекращается и установка четырёхцилиндровых двигателей как не пользующихся спросом (существенно потяжелевшая по сравнению с первым поколением машина имела с таким силовым агрегатом плохую динамику).
В 1971 году были доступны двигатели: 250-кубовая (4 л) шестёрка, 307-кубовый (5 л) и 350-кубовый (5,7 л) V8. Все двигатели были приспособлены для работы на неэтилированном топливе путём снижения степени сжатия, соответственно, снизилась мощность. Именно Chevrolet Nova 1971 года использует в качестве орудия убийства каскадёр Майк, главный герой фильма «Доказательство смерти».
В 1973 году впервые появился кузов трёхдверный хетчбэк, а бампера стали соответствовать новым федеральным законам и выдерживать столкновение на скорости до 5 миль в час.
В 1974 появилась трёхступенчатая автоматическая коробка Turbo-Hydramatic (до этого ставилась только двухступенчатая PowerGlide), из V8 остался только 350-кубовый. Только в 1974 году на Nova устанавливалось любопытное устройство, которое не позволяло завести двигатель, пока не будет застёгнут ремень безопасности водителя, но оно вскоре оказалось под правительственным запретом, так как «ограничивало свободу выбора для водителя». Появляется люксовая версия Nova Custom, а спортивный пакет SS свёлся к набору внешнего обвеса и стал доступен с любым типом двигателя. Это был последний год «мускулистого» кузова шестидесятых годов.

## Третье поколение

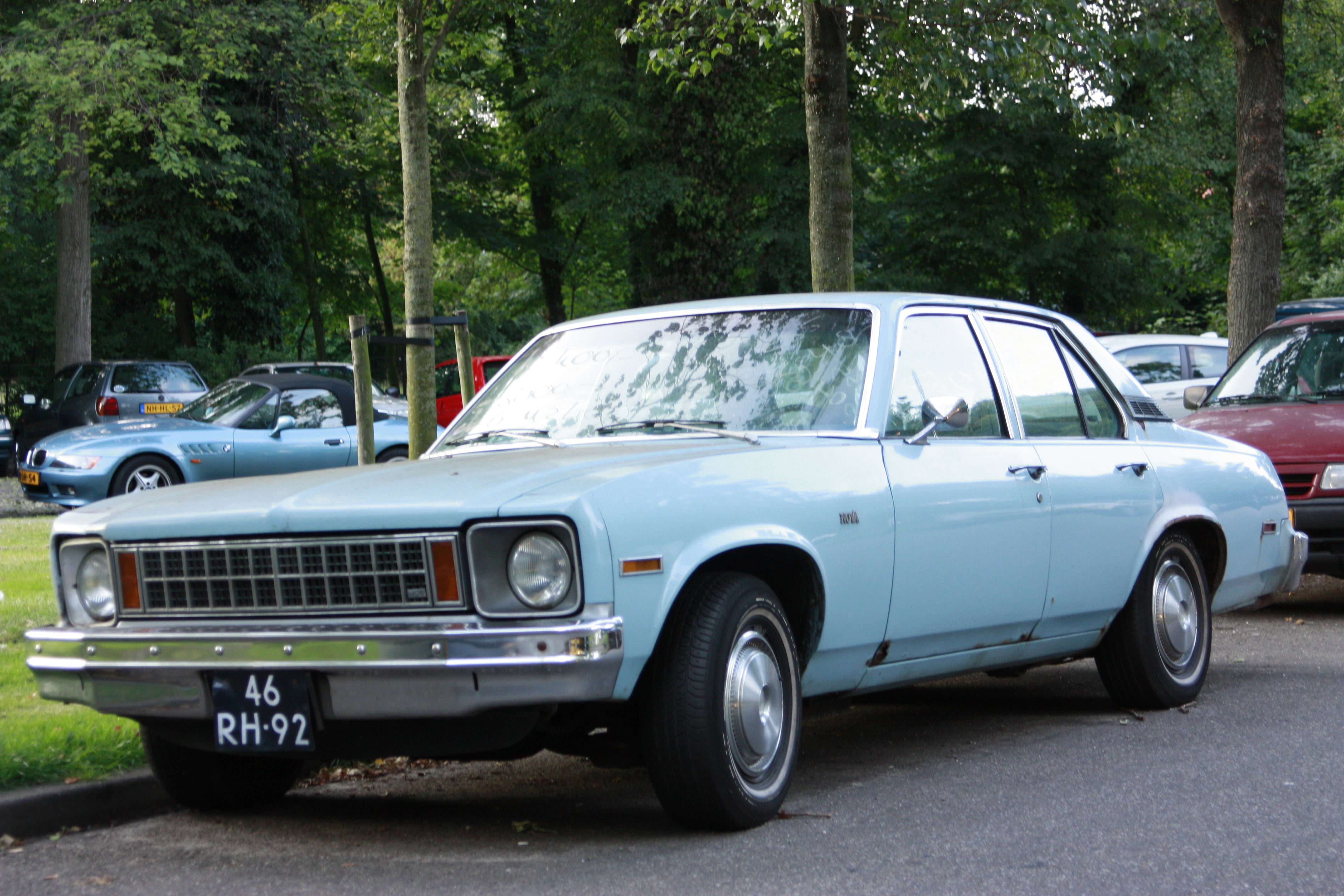

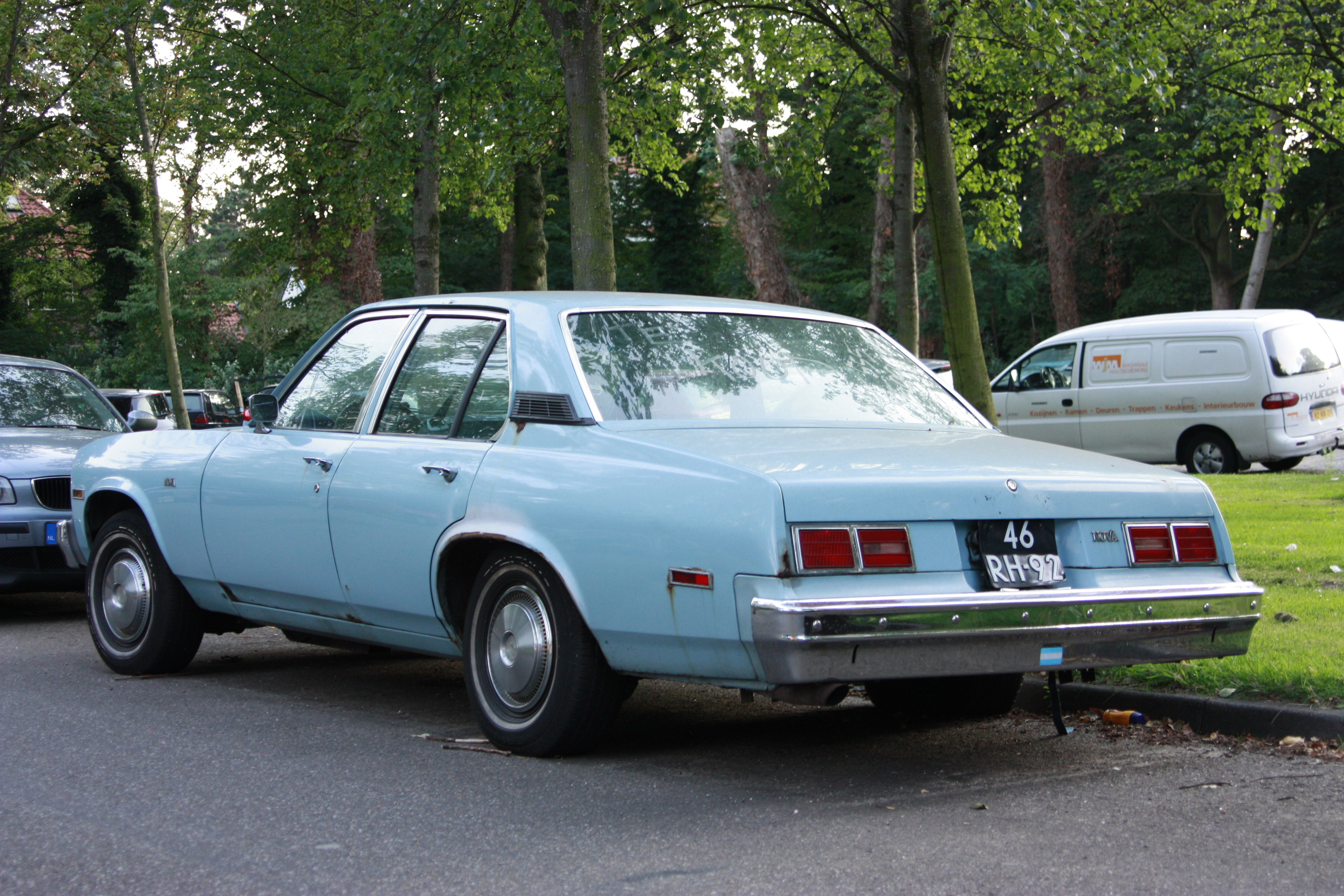

В 1975 году машина была в очередной раз модернизирована, получила видоизменённый, более квадратный, кузов (в стиле нового флагмана подразделения Chevrolet Caprice) и новую переднюю подвеску. Появилось множество люксовых модификаций — Custom, LN, Concours. Базовыми двигателями автомобиля стали 250-й V6 (4,1 л) 105 л. с. (78 кВт) и два V8 — 305-й (5,0 л) и 350-й (5,7 л).
На базе платформы Nova этого поколения создавали свои компакты все подразделения GM, даже Cadillac использовал её как основу для компакта категории люкс Cadillac Seville с 1975 года.
С 1977 года был возвращён более экономичный четырёхцилиндровый 2,5-литровый мотор (отличный от устанавливавшегося в 1960-е, новый двигатель был позаимствован у коммерческих автомобилей GM и назывался Iron Duke). Последним изменением стали квадратные фары — это произошло в 1979 году, ставшем для модели последним. В 1979 году Nova уступила место новой модели Chevrolet Citation, которая была уже совсем другим автомобилем.

## Nova 1980-х годов

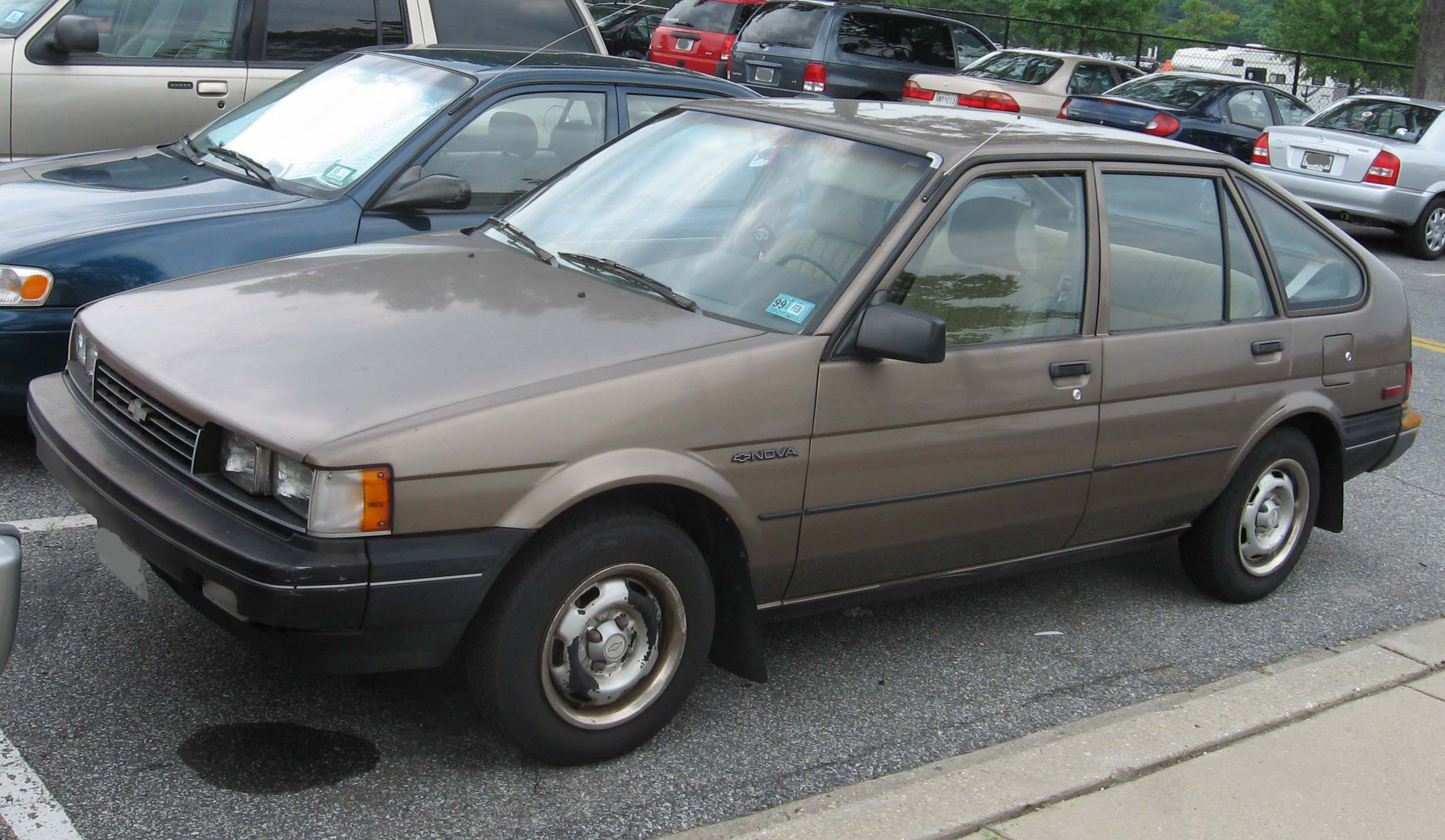

С 1982 по 1988 год в США под маркой Chevrolet Nova выпускался переднеприводной японский автомобиль Toyota Corolla / Toyota Sprinter. Этот автомобиль не имел никакого отношения к оригинальному Nova, кроме названия и положения в модельном ряду.

## Городская легенда
Есть легенда, что Chevrolet Nova плохо продавался на рынке одной из латиноамериканских стран из-за того, что по-испански «no va» означает «не едет», и это вынудило переименовать автомобиль на этом рынке. На самом деле это анекдот.
Во-первых, «Nova» на слух отнюдь не напоминает «no va», причём, в зависимости от латиноамериканского диалекта, «Nova» может означать «новая». К тому же испаноязычный автомобилист сказал бы об отказывающейся ехать машине «no marcha» или «no camina», а не — «no va».
Во-вторых, в Мексике нефтяная компания Pemex на протяжении многих лет использует популярный бренд бензина «Nova», так что сомнительно чтобы испаноязычные мексиканские автомобилисты с охотой заливали в бак бензин, который «не ехать», а машина с таким же названием вызвала у них негативную реакцию.
Наконец, Chevrolet Nova на самом деле продавался в латиноамериканских странах безо всякого переименования. Напротив, это модель, изначально называвшаяся Chevy II, позднее была переименована в Nova — по изначальному названию одной из своих комплектаций высшего уровня.
В Канаде Nova продавался одно время как Pontiac Acadian, но по причинам, совершенно не связанным с явлением «лингвистического шока», а просто в рамках ребрендинга, — также, как, например, автомобили другого подразделения той же самой корпорации GM — Opel — в Англии традиционно продаются под более известным там брендом Vauxhall, а в Австралии — под местной маркой Holden; на рынках же, где более известен был бренд Buick, некоторые модели Opel продавались и под ним.